# La Pau (métro de Barcelone)
La Pau est une station des lignes 2 et 4 du métro de Barcelone, constituant le terminus de cette dernière ligne. Elle est située dans l'arrondissement de Sant Martí, à Barcelone.
Elle est mise en service en 1982 et devient une station de correspondance en 1993.

## Situation sur le réseau

Plan du métro de Barcelone (2019).

Établie en souterrain, la station de correspondance La Pau est située : sur la ligne 2 du métro de Barcelone, entre la station Sant Martí en direction de la station terminus Paral·lel, et la station Verneda, en direction de la station terminus Badalona Pompeu Fabra ; station terminus de la ligne 4 du métro de Barcelone, avant la station Besòs en direction de la station terminus Trinitat Nova,.

## Histoire
La station sur la ligne 4 est mise en service le 15 octobre 1982, lors de l'ouverture à l'exploitation du tronçon depuis Selva de Mar. La Pau demeure le terminus de la ligne 4 jusqu'au 22 avril 1985, lors de l'ouverture du prolongement jusqu'à Pep Ventura. Le 20 septembre 1997, ouvre le tronçon de Sagrada Família à La Pau de la ligne L4.
En 2002, les lignes et la station sont réorganisées. Lors de l'ouverture du tronçon La Pau L2 - Pep Ventura, le 1er octobre 2002, la section nord de la ligne 4 devient la section nord de la ligne 2. La plateforme de la ligne 4 redevient le terminus de la ligne L4 et celle de la ligne 2 devient une station intermédiaire de correspondance.